# Megachile leeuwinensis
Megachile leeuwinensis är en biart som beskrevs av Meade-waldo 1915. Megachile leeuwinensis ingår i släktet tapetserarbin, och familjen buksamlarbin. Inga underarter finns listade i Catalogue of Life.